# Es la mañana de Federico
Es la mañana de Federico es un programa radiofónico matinal de carácter personalista dirigido y presentado por el periodista Federico Jiménez Losantos que se emite en la emisora esRadio entre las seis de la mañana y las doce del mediodía. Consta de una parte informativa hasta las 10 de la mañana y una parte social y de magazine entre las diez y las doce. La melodía inicial corresponde a una versión de Dyango del popular pasodoble "Suspiros de España".

## Equipo
Es la mañana
- Director: Federico Jiménez Losantos
- Subdirectores: Rosana Laviada (informativo) e Isabel González (magacín)
- Redactores: Vanesa Vallecillo, Silvia Riveiro, Daniel Muñoz, Verónica Caso y Sergio Heras
- Técnico: Maite Toribio
- Productora:
- Colaboradores:, Luis Herrero, Carlos Cuesta, Víctor de la Serna, , Tomás Cuesta, Florentino Portero, Encarna Jiménez, Ayanta Barilli, Enrique de la Morena, Alberto Fernández, Manuel Llamas, Alaska, Beatriz Cortázar, Carlos Pérez Gimeno, Andrés Amorós, Andrés Arconada, Juan Manuel González, Emilia Landaluce, Daniel Carande, Beatriz Miranda, José Alejandro Vara, Eduardo Inda, Francisco Marhuenda, Luis Valcarce, Raúl Vilas, Javier Arias, Maite Rico, Julián Quirós, Ignacia de Pano, Bieito Rubido, Pablo Planas y Teresa de la Cierva.

## Estructura del programa
- Federico a las 6: Editorial de Federico Jiménez Losantos. Comentario de actualidad de Daniel Muñoz. Noticias con Vanesa Vallecillo y Daniel Muñoz (06:30 horas). Deportes. Oyentes con Vanesa Vallecillo. Resumen de prensa con Silvia Riveiro. Avance de contenidos con Isabel González. Incluye las secciones Ojo al dato y El Mundo es portada con Joaquín Manso.
- Federico a las 7: Comentario de actualidad de Federico Jiménez Losantos a las 7 y 7:30. Noticias con Rosana Laviada y Vanesa Vallecillo (07:00 horas) y Silvia Riveiro (07:30 horas). Prensa económica con Luis Fernando Quintero. Deportes con Guillermo Domínguez.
- Federico a las 8: Comentario de actualidad de Federico Jiménez Losantos. Noticias con Daniel Muñoz.
- Tertulia de Federico: Federico Jiménez Losantos comenta y debate las noticias del día con Rosana Laviada y tres tertulianos. Incluye diferentes secciones como la noticia de interés cultural, la previsión del tiempo y la apertura de la bolsa. Finaliza sobre las 10 de la mañana con un repaso de noticias realizado por Juan Pablo Polvorinos o Noelia Bautista y el avance de la crónica rosa con Isabel González.
- Crónica rosa: Federico Jiménez Losantos e Isabel González entre las 10 o 10:30 comentan con entre 2 y 4 tertulianos las principales noticias sociales y del corazón del día. Los miércoles se centra en dar a conocer los contenidos de las diferentes revistas del corazón.
- Entre las 11 y las 12 de la mañana, el programa adopta el formato magazine con diferentes secciones dependiendo del día de la semana.

## Historia
Tras la Semana Santa de 2009, la cadena COPE anunció que Losantos no continuaría al frente de La mañana, programa que había presentado durante cinco temporadas, ofreciendo al mencionado comunicador compartir con César Vidal la dirección del espacio nocturno La linterna. En julio del mismo año se creó esRadio, perteneciente al grupo Libertad Digital, donde el director de La mañana y el de La linterna podrían continuar realizando sus respectivos programas desde septiembre. Es la mañana guarda gran parecido con el anterior programa dirigido por Losantos, ya que se han mantenido gran parte de las secciones y colaboradores.
El 11 de junio, Federico realizó su programa desde el Cine Palafox de Madrid, donde anunció que desde la temporada 2010-11, Es la mañana arrancaría a las 06h y terminaría a las 12h. A partir de mayo de 2012 recoge el testigo María José Peláez con Déjate de historias.
Desde septiembre de 2010, Es la mañana de Federico cuenta con desconexiones locales a las 6:54 y 7:50.
Se retransmite también a través de Libertad Digital TV entre las 7 y las 12.
El 30 de octubre de 2010, el programa fue galardonado con el "Premio especial del público al Mejor Magacín Nacional" por la Academia de la Radio.

## Tertulianos
En la actualidad, en las tertulias de este programa colaboran diversos periodistas, entre ellos:
- Rosana Laviada
- Víctor de la Serna
- Ana Samboal
- Cayetana Álvarez de Toledo
- José García Domínguez
- Eduardo Inda
- Francisco Marhuenda
- Xavier Horcajo
- Gabriel Albiac
- José Raga
- Tomás Cuesta
- Cayetano González
- Dieter Brandau
- Fernando Lázaro
- Luis Herrero
- Florentino Portero
- José Alejandro Vara
- Bieito Rubido
- Pablo Molina
- Pedro de Tena
- Maite Loureiro
- Luis Fernando Quintero
- Raúl Vilas
- Manuel Llamas
- Carmelo Jordá
- Susana Criado
- Miguel Ángel Pérez
- Maite Alfageme
- Alejo Vidal-Quadras